# Parafia św. Mateusza Apostoła w Lubstówku
Parafia Świętego Mateusza Apostoła w Lubstówku – parafia rzymskokatolicka, znajdująca się w diecezji włocławskiej, w dekanacie sompoleńskim. 
Zabytkowy kościół parafialny pw. św. Mateusza Apostoła powstał w 1639 roku i jest typowym przykładem wielkopolskiej, późnogotyckiej świątyni drewnianej.